# Llista d'objectes IPSO
La llista d'objectes IPSO és una col·lecció d'estructures de programari anomenades objectes IPSO.
Els objectes IPSO són objectes intel·ligents i estructures de programari que formen part de dispositius de l''anomenat internet de les coses: sensors com termostats, actuadors com sistemes d'il·luminació, maquinària industrial, dispositius mèdics, comptadors d'energia...
Els objectes IPSO venen definits per 3 camps :
- Object ID : identificador de tipus d'objecte (taula 1).
- Object Instance : identificador dintre del mateix tipus d'objecte.
- Resource ID : identificador de la propietat o funcionalitat de l'objecte (taula 2).

Objectes intel·ligents definits per l'aliança IPSO :
| ID de l'objecte | Nom de l'objecte                                                    | Nom objecte URN    | Permet múltiples instàncies | ID de propietats                                                                                        |
| --------------- | ------------------------------------------------------------------- | ------------------ | --------------------------- | --- |
| 3200            | Entrada digital genèrica                                            | oma:lwm2m:ext:3200 | Sí                          | 5500, 5501, 5502, 5503, 5504, 5505, 5750, 5751                                                          |
| 3201            | Sortida digital genèrica                                            | oma:lwm2m:ext:3201 | Sí                          | 5550, 5551, 5750                                                                                        |
| 3202            | Entrada analògica genèrica                                          | oma:lwm2m:ext:3202 | Sí                          | 5600, 5601, 5602, 5603, 5604, 5750, 5751, 5705                                                          |
| 3203            | Sortida analògica genèrica                                          | lwm2m:ext:3203     | Sí                          | 5650, 5750, 5603, 5604                                                                                  |
| 3300            | Sensor genèric                                                      | lwm2m:ext:3300     | Sí                          | 5700, 5701, 5601, 5602, 5603,5604, 5750, 5751, 5605                                                     |
| 3301            | Sensor de llum                                                      | lwm2m:ext:3301     | Sí                          | 5700, 5601, 5602, 5603, 5604, 5604, 5701                                                                |
| 3302            | Sensor de presència                                                 | oma:lwm2m:ext:3302 | Sí                          | 5500, 5501,5505, 5751, 5903, 5904                                                                       |
| 3303            | Sensor de temperatura                                               | oma:lwm2m:ext:3303 | Sí                          | 5700, 5601,5602,5603, 5604, 5701, 5605                                                                  |
| 3304            | Sensor d'humitat                                                    | oma:lwm2m:ext:3304 | Sí                          | 5700, 5601,5602,5603, 5604, 5701, 5605                                                                  |
| 3305            | Sensor de potència                                                  | oma:lwm2m:ext:3305 | Sí                          | 5800, 5801,5802, 5803, 5804, 5805, 5806, 5810, 5811, 5812,5813, 5814, 5815, 5816, 5820, 5821,5822, 5605 |
| 3306            | Actuador Engegat/Parat i regulació                                  | oma:lwm2m:ext:3306 | Sí                          | 5850, 5851,5852, 5853, 5750                                                                             |
| 3308            | Controlador generic                                                 | oma:lwm2m:ext:3308 | Sí                          | 5900, 5701, 5706, 5750                                                                                  |
| 3310            | Control de càrregues                                                | lwm2m:ext:3310     | Sí                          | 5823,5824, 5825, 5826, 5826, 5827,5828                                                                  |
| 3311            | Font de llum (Led o altres)                                         | lwm2m:ext:3311     | Sí                          | 5850, 5851, 5852, 5805, 5820, 5706, 5701                                                                |
| 3312            | Font de potència (endoll o altres)                                  | lwm2m:ext:3312     | Sí                          | 5850, 5851, 5852, 5805, 5820                                                                            |
| 3313            | Acceleròmetre de 3 eixos                                            | lwm2m:ext:3313     | Sí                          | 5702, 5703, 5704, 5701, 5603, 5604                                                                      |
| 3314            | Magnetòmetre de 3 eixos                                             | lwm2m:ext:3314     | Sí                          | 5702, 5703, 5704, 5705, 5701                                                                            |
| 3315            | Sensor de pressió (baròmetre)                                       | oma:lwm2m:ext:3315 | Sí                          | 5700, 5601, 5602,5603,5604, 5701, 5605                                                                  |
| 3316            | Voltímetre                                                          | oma:lwm2m:ext:3316 | Sí                          | 5700, 5701,5601, 5602, 5603, 5604, 5605, 5821, 5750                                                     |
| 3317            | Amperímetre                                                         | oma:lwm2m:ext:3317 | Sí                          | 5700, 5701,5601, 5602, 5603, 5604, 5605, 5821, 5750                                                     |
| 3318            | Freqüencímetre                                                      | lwm2m:ext:3318     | Sí                          | 5700, 5701,5601, 5602, 5603, 5604, 5605, 5821, 5750                                                     |
| 3319            | Sensor de profunditat (pluja o altres)                              | lwm2m:ext:3319     | Sí                          | 5700, 5701,5601, 5602, 5603, 5604, 5605, 5821, 5750                                                     |
| 3320            | Sensor de 0 al 100% (nivell de líquids)                             | lwm2m:ext:3320     | Sí                          | 5700, 5701,5601, 5602, 5603, 5604, 5605, 5821, 5750                                                     |
| 3321            | Sensor d'altitud                                                    | lwm2m:ext:3321     | Sí                          | 5700, 5701,5601, 5602, 5603, 5604, 5605, 5821, 5750                                                     |
| 3322            | Sensor de càrrega (bàscula o altres)                                | lwm2m:ext:3322     | Sí                          | 5700, 5701,5601, 5602, 5603, 5604, 5605, 5821, 5750                                                     |
| 3323            | Sensor de pressió                                                   | oma:lwm2m:ext:3323 | Sí                          | 5700, 5701,5601, 5602, 5603, 5604, 5605, 5821, 5750                                                     |
| 3324            | Sensor de pressió sonora (sonòmetre)                                | oma:lwm2m:ext:3324 | Sí                          | 5700, 5701,5601, 5602, 5603, 5604, 5605, 5821, 5750                                                     |
| 3325            | Sensor de concentració de partícules                                | oma:lwm2m:ext:3325 | Sí                          | 5700, 5701,5601, 5602, 5603, 5604, 5605, 5821, 5750                                                     |
| 3326            | Sensor d'acidesa en líquids phquímetre)                             | oma:lwm2m:ext:3326 | Sí                          | 5700, 5701,5601, 5602, 5603, 5604, 5605, 5821, 5750                                                     |
| 3327            | Sensor de conductivitat elèctrica                                   | lwm2m:ext:3327     | Sí                          | 5700, 5701,5601, 5602, 5603, 5604, 5605, 5821, 5750                                                     |
| 3328            | Sensor de potència                                                  | oma:lwm2m:ext:3328 | Sí                          | 5700, 5701,5601, 5602, 5603, 5604, 5605, 5821, 5750                                                     |
| 3329            | Sensor de factor de potència                                        | oma:lwm2m:ext:3329 | Sí                          | 5700, 5701,5601, 5602, 5603, 5604, 5605, 5821, 5750                                                     |
| 3330            | Sensor de distància                                                 | oma:lwm2m:ext:3330 | Sí                          | 5700, 5701,5601, 5602, 5603, 5604, 5605, 5821, 5750                                                     |
| 3331            | Sensor consum d'energia elèctrica                                   | oma:lwm2m:ext:3331 | Sí                          | 5805, 5701,5601, 5602, 5603, 5604, 5605, 5821, 5750                                                     |
| 3332            | Sensor de direcció (bruixola o altres)                              | lwm2m:ext:3332     | Sí                          | 5700, 5701,5601, 5602, 5603, 5604, 5605, 5821, 5750                                                     |
| 3333            | Mesura en segons des de l'1/01/1970 UTC                             | oma:lwm2m:ext:3333 | Sí                          | 5506, 5507, 5750                                                                                        |
| 3334            | Sensor giròmetre de 3 eixos                                         | oma:lwm2m:ext:3334 | Sí                          | 5702, 5703, 5704,5701, 5508, 5509, 5510, 5511, 5512, 5513, 5605, 5603, 5604, 5750                       |
| 3335            | Sensor de color de la llum                                          | lwm2m:ext:3335     | Sí                          | 5706, 5701,5750                                                                                         |
| 3336            | Sensor coordinades de GPS                                           | oma:lwm2m:ext:3336 | Sí                          | 5514, 5515, 5516, 5705, 5517, 5518, 5750                                                                |
| 3337            | Sensor genèric de posició de 0 al 100%                              | lwm2m:ext:3337     | Sí                          | 5536, 5537, 5538, 5601, 5602, 5605, 5519, 5520, 5750                                                    |
| 3338            | Actuador tipus alarma acústica                                      | lwm2m:ext:3338     | Sí                          | 5850, 5548, 5521, 5525, 5750                                                                            |
| 3339            | Actuador altaveu per a reproduir audio pregravat                    | lwm2m:ext:3339     | Sí                          | 5522, 5523, 5851, 5524, 5750                                                                            |
| 3340            | Compatador de temps entre esdeveniments o accions                   | oma:lwm2m:ext:3340 | Sí                          | 5521, 5538, 5525, 5523, 5850, 5501, 5544, 5543, 5534, 5526, 5750                                        |
| 3341            | Envuiar test a una consola en mode text                             | lwm2m:ext:3341     | Sí                          | 5527, 5528, 5529, 5545, 5546, 5530, 5851, 5531, 5750                                                    |
| 3342            | Per a reportar l'estat d'un interruptor tipus Engegat/Parat         | oma:lwm2m:ext:3342 | Sí                          | 5500, 5501, 5852, 5854, 5750                                                                            |
| 3343            | Per a reportar l'estat d'un regulador                               | lwm2m:ext:3343     | Sí                          | 5851, 5854, 5750                                                                                        |
| 3344            | Per a reportar l'estat d'un regulador amunt/avall                   | oma:lwm2m:ext:3344 | Sí                          | 5533, 5541, 5542, 5750                                                                                  |
| 3345            | Per a reportar l'estat d'un comandament de jocs                     | oma:lwm2m:ext:3345 | Sí                          | 5500, 5501, 5702, 5703, 5704, 5750                                                                      |
| 3346            | Sensor de velocitat o rotació                                       | lwm2m:ext:3346     | Sí                          | 5700, 5701, 5601, 5602,5603, 5604, 5605, 5821, 5750                                                     |
| 3347            | Per a reportar l'estat d'un pulsador                                | lwm2m:ext:3347     | Sí                          | 5500, 5501, 5750                                                                                        |
| 3348            | Per a reportar l'estat d'un interrupto selector de diferents estats | lwm2m:ext:3348     | Sí                          | 5547, 5750                                                                                              |

Llista de les propietats que apliquen al objectes intel·ligents :
| Propietat                                | ID   | Operacions : (R:lecrura,W:escriptura,E:execució) |
| ---------------------------------------- | ---- | ------------------------------------------------ |
| Estat de l'entrada digital               | 5500 | R                                                |
| Comptador d'entrada digital              | 5501 | R                                                |
| Polaritat d'entrada digital              | 5502 | R,W                                              |
| Entrada digital antirebots               | 5503 | R,W                                              |
| Selecció de flanc d'entrada digital      | 5504 | R,W                                              |
| Posta a zero decomptador entrada digital | 5505 | E                                                |
| Temps real                               | 5506 | R,W                                              |
| Temps fracional                          | 5507 | R,W                                              |
| Valor X Min                              | 5508 | R                                                |
| Valor X Màx                              | 5509 | R                                                |
| Valor Y Min                              | 5510 | R                                                |
| Valor Y Màx                              | 5511 | R                                                |
| Valor Z Min                              | 5512 | R                                                |
| Valor Z Màx                              | 5513 | R                                                |
| Latitud                                  | 5514 | R                                                |
| Longitud                                 | 5515 | R                                                |
| Incertesa                                | 5516 | R                                                |
| Velocitat                                | 5517 | R                                                |
| Timestamp                                | 5518 | R                                                |
| Limit Min                                | 5519 | R                                                |
| Limit Màx                                | 5520 | R                                                |
| Durada de retard                         | 5521 | R,W                                              |
| Retall                                   | 5522 | R,W                                              |
| Dispar                                   | 5523 | E                                                |
| Durada                                   | 5524 | R,W                                              |
| Temps apagat mínim                       | 5525 | R,W                                              |
| Mode                                     | 5526 | R,W                                              |
| Text                                     | 5527 | R,W                                              |
| Coordenada X                             | 5528 | R,W                                              |
| Coordenada Y                             | 5529 | R,W                                              |
| Neteja Display                           | 5530 | E                                                |
| Contrast                                 | 5531 | R,W                                              |
| Incrementar estat d'entrada              | 5532 | R                                                |
| Decrementar estat d'entrada              | 5533 | R                                                |
| Comptador                                | 5534 | R,W                                              |
| Posicion actual                          | 5536 | R,W                                              |
| Temps de transició                       | 5537 | R,W                                              |
| Temps restant                            | 5538 | R                                                |
| Comptador d'increment                    | 5541 | R,W                                              |
| Comptador de decrement                   | 5542 | R,W                                              |
| Estat digital                            | 5543 | R                                                |
| Temps acumulat                           | 5544 | R,W                                              |
| Coordenada Màx X                         | 5545 | R                                                |
| Coordenada Màx Y                         | 5546 | R                                                |
| Entrada multiestat                       | 5547 | R                                                |
| Nivell                                   | 5548 | R,W                                              |
| Estat de sortida digital                 | 5550 | R,W                                              |
| Polaritat de sortida digital             | 5551 | R,W                                              |
| Estat d'entrada analògica                | 5600 | R                                                |
| Valor mesurat mínim                      | 5601 | R                                                |
| Valor mesurat màxim                      | 5602 | R                                                |
| Valor de rang mínim                      | 5603 | R                                                |
| Valor de rang màxim                      | 5604 | R                                                |
| Posta a zero valors Min i Màx Mesurats   | 5605 | E                                                |
| Valor actual de la sortida analògica     | 5650 | R,W                                              |
| Valor del Sensor                         | 5700 | R                                                |
| Unitats del Sensor                       | 5701 | R                                                |
| Valor X                                  | 5702 | R                                                |
| Valor Y                                  | 5703 | R                                                |
| Valor Z                                  | 5704 | R                                                |
| Direcció de brúixula                     | 5705 | R                                                |
| Color                                    | 5706 | R,W                                              |
| Tipus d'aplicació                        | 5750 | R,W                                              |
| Tipus de Sensor                          | 5751 | R                                                |
| Retard Busy to Clear                     | 5903 | R,W                                              |
| Clear to Busy delay                      | 5904 | R,W                                              |
| Potència activa instantània              | 5800 | R                                                |
| Potència activa mesurada mínima          | 5801 | R                                                |
| Potència activa mesurada màxima          | 5802 | R                                                |
| Rang mínim de potència activa            | 5803 | R                                                |
| Rang màxim de potència activa            | 5804 | R                                                |
| Potència activa acumulada                | 5805 | R                                                |
| Calibratge de potència activa            | 5806 | W                                                |
| Potència reactiva instantània            | 5810 | R                                                |
| Potència reactiva mesurada mínima        | 5811 | R                                                |
| Potència reactiva mesurada màxima        | 5812 | R                                                |
| Rang mínim de potència reactiva          | 5813 | R                                                |
| Rang màxim de potència reactiva          | 5814 | R                                                |
| Potència reactiva acumulada              | 5815 | R                                                |
| Calibratge de potència reactiva          | 5816 | W                                                |
| Factor de potència                       | 5820 | R                                                |
| Calibratge d'esdeveniment                | 5821 | R,W                                              |
| Posta a zero d'energia acumulada         | 5822 | E                                                |
| Identificador d'event                    | 5823 | R,W                                              |
| Hora d'inici                             | 5824 | R,W                                              |
| Durada en minuts                         | 5825 | R,W                                              |
| Nivell criticitat                        | 5826 | R,W                                              |
| Càrrega mitja Adj Pct                    | 5827 | R,W                                              |
| Cicle de treball                         | 5828 | R,W                                              |
| Incrementar estat d'entrada              | 5532 | R                                                |
| Decrementar estat d'entrada              | 5533 | R                                                |
| Engegar/Parar                            | 5850 | R,W                                              |
| Regulador                                | 5851 | R,W                                              |
| Hora d'engegar                           | 5852 | R,W                                              |
| Sortida multiestat                       | 5853 | R,W                                              |
| Hora d'apagar                            | 5854 | R,W                                              |
| Valor de referència                      | 5900 | R,W                                              |
| Retard Busy to Clear                     | 5903 | R,W                                              |
| Retard Clear to Busy                     | 5904 | R,W                                              |